# Приключения Тома Сойера
«Приключения Тома Сойера» (англ. The Adventures of Tom Sawyer) — вышедший в 1876 году роман Марка Твена о приключениях мальчика, живущего в небольшом американском городке Сент-Питерсберг (Санкт-Петербург) в штате Миссури. Действие в книге происходит до событий Гражданской войны в США, при этом ряд моментов в этой книге и её продолжении, «Приключениях Гекльберри Финна», а также обстоятельства жизни автора, во многом легшие в основу книг, указывают на 1844 год.
Существует как минимум 9 переводов на русский язык, один из которых принадлежит К. И. Чуковскому (1929).

## Сюжет
Том Сойер — весёлый и шаловливый мальчик примерно двенадцатилетнего возраста, живёт у тёти Полли, сестры своей покойной матери. В повести описываются различные приключения Тома и его друзей на протяжении нескольких месяцев.
В ходе этих приключений он успевает найти свою любовь Бекки Тэтчер, стать свидетелем убийства и разоблачить убийцу, убежать из дома, чтобы стать пиратом и пожить на острове, заблудиться в пещере и благополучно выбраться из неё, найти драгоценный клад стоимостью в двенадцать тысяч долларов и разделить его со своим другом Гекльберри Финном.

## Персонажи

### Главные герои

#### Том Сойер
Первое появление: глава 1 «Том играет, сражается, прячется»
Мальчик в возрасте от 9 до 14 лет, чаще называется возраст 12 лет. Остроумный и хитрый лентяй, но добрый и отзывчивый, авантюрист по натуре. Любит читать, в основном приключенческую литературу. Он небольшого роста; у него русые, кудрявые волосы и голубые глаза. Уши немного торчат в стороны.

#### Гекльберри Финн
Первое появление: глава 6 «Том знакомится с Бекки».
Мальчик-бродяга, лучший друг Тома, не посещающий школу и не имеющий постоянного места жительства. Из родственников у него только отец-алкоголик.

#### Тётя Полли
Первое появление: глава 1 «Том играет, сражается, прячется»
Женщина, являющаяся сестрой покойной матери Тома. Воспитывает Тома, Сида и Мэри. Очень строга к Тому, в течение небольшого промежутка времени дважды наказывает его розгами.

#### Бекки Тэтчер
Первое появление: глава 3 «Занят войной и любовью»
Девочка, являющаяся одноклассницей Тома, а затем и предметом его любви.
«… Прелестное голубоглазое создание с золотистыми волосами, заплетёнными в две длинные косички, в белом летнем платьице и вышитых панталончиках».

#### Индеец Джо
Первое появление: глава 9 «Трагедия на кладбище». Погибает в главе 33 «Гибель Индейца Джо».
Антагонист. Метис. Убийца.

#### Джо Гарпер
Первое появление: глава 3 «Занят войной и любовью»
Мальчик, являющийся одноклассником и лучшим другом Тома. «Великий военачальник». Устраивает с Томом игры в войну.

#### Сид Сойер
Первое появление: глава 1 «Том играет, сражается, прячется»
Мальчик, являющийся сводным братом Тома. Тихоня, пай-мальчик и ябеда.

#### Мэри Сойер
Первое появление: глава 3 «Занят войной и любовью»
Двоюродная сестра Тома.

## История написания
События романа основаны на собственных воспоминаниях автора о своём детстве; его родной городок Ганнибал в штате Миссури является прототипом Санкт-Петербурга (даже его положение относительно реального Сент-Луиса выведено там же, 200 км вверх по Миссисипи). Изначально автор предназначал своё произведение взрослым читателям, но книга стала популярной среди подростков. Всего про Тома Сойера существует четыре романа: «Приключения Тома Сойера», «Приключения Гекльберри Финна», «Том Сойер за границей» и «Том Сойер — сыщик», а также два незаконченных — «Заговор Тома Сойера» и «Школьная горка» и несколько рассказов.

## Экранизации
- 1917 — американский фильм «Том Сойер». В главной роли — Джек Пикфорд.
- 1930 — американский фильм «Приключения Тома Сойера». В главной роли — Джеки Куган.
- 1936 — советский фильм «Том Сойер». В главной роли — Костя Кульчицкий.
- 1938 — американский фильм «Том Сойер». В главной роли — Томми Келли[англ.].
- 1973 — американский фильм «Том Сойер». В главной роли — Джонни Уайтакер.
- 1981 — советский фильм «Приключения Тома Сойера и Гекльберри Финна». В главной роли — Федя Стуков.
- 2011 — немецкий фильм «Том Сойер». В главной роли — Луис Хофман.